# Saint-Martin-l'Aiguillon
Pour les articles homonymes, voir Saint-Martin.
Saint-Martin-l'Aiguillon est une commune française, située dans le département de l'Orne en région Normandie, peuplée de 186 habitants.

## Géographie
| Rânes                 | Rânes, Vieux-Pont        | Vieux-Pont, Sainte-Marie-la-Robert |
| Le Champ-de-la-Pierre | Saint-Martin-l'Aiguillon | Sainte-Marguerite-de-Carrouges     |
| Joué-du-Bois          | Joué-du-Bois, Carrouges  | Carrouges                          |

### Hydrographie
La commune est située dans le bassin Seine-Normandie. Elle est drainée par l'Udon, le Couillard, un bras de l'Udon, le cours d'eau 01 de la Prévotière, le cours d'eau 01 de l'Étang du Moulin des Prés, le cours d'eau 01 du Moulin de Crochet, le fossé 01 de la commune de Saint-Martin-l'Aiguillon, le fossé 01 de la Couperie, le fossé 01 de la Grosse Noë, le fossé 01 du Perron, le fossé 01 du Petit Brais, le ruisseau des Noes Morins et divers autres petits cours d'eau,.
L'Udon, d'une longueur de 28 km, prend sa source dans la commune de Chahains et se jette  dans l'Orne en limite de Sevrai et d'Écouché-les-Vallées, après avoir traversé dix communes. 
Le Couillard, d'une longueur de 11 km, prend sa source dans la commune de Joué-du-Bois et se jette  dans l'Udon à Vieux-Pont, après avoir traversé cinq communes. 
Deux plans d'eau complètent le réseau hydrographique : le plan d'eau 1 de la commune de Saint-Martin-l'Aiguillon (0,87 ha) et l'étang du Moulin des Prés (0,59 ha),.

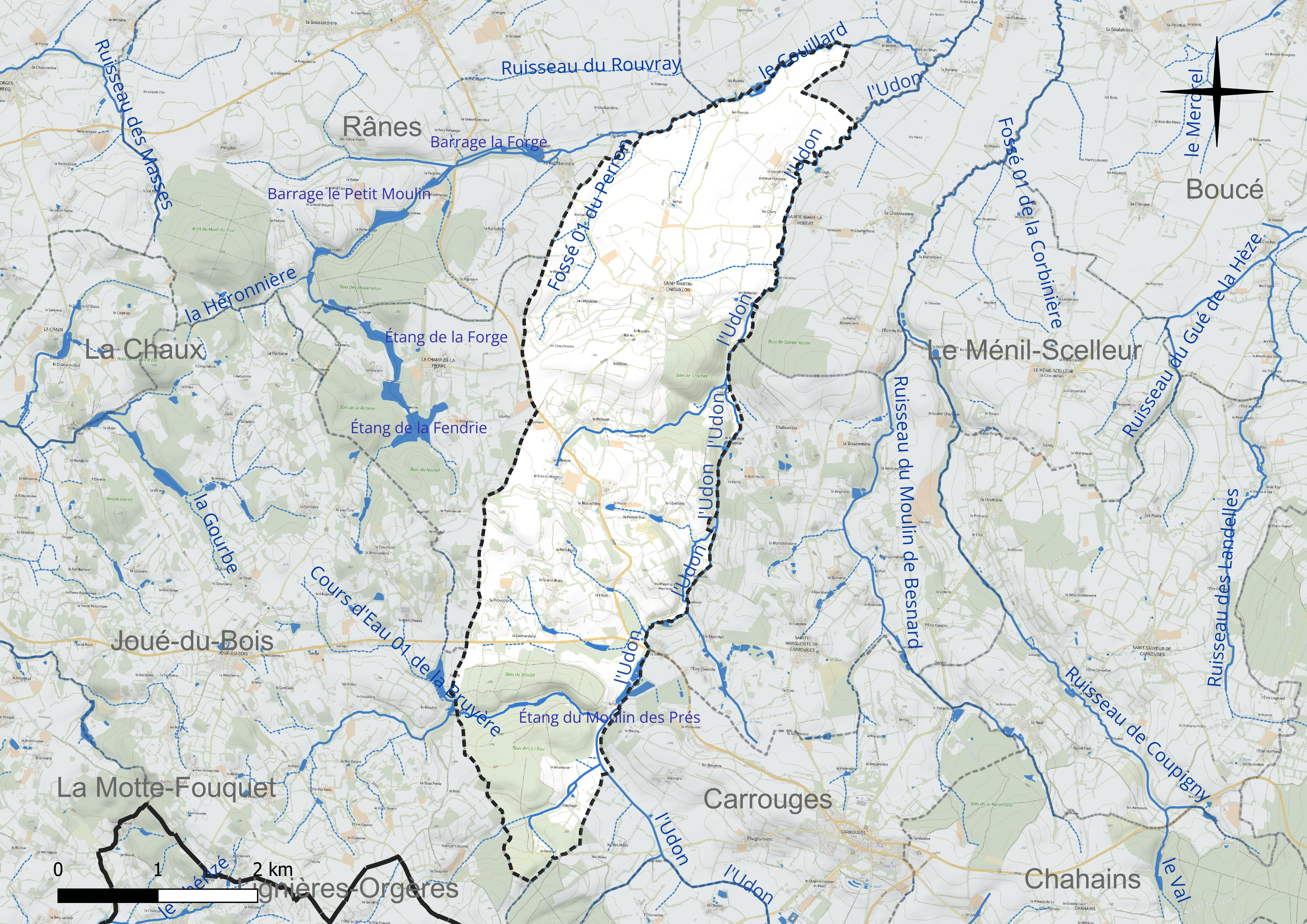
Réseau hydrographique de Saint-Martin-l'Aiguillon.

### Climat
Pour des articles plus généraux, voir Climat de la Normandie et Climat de l'Orne.
En 2010, le climat de la commune est de type climat océanique dégradé des plaines du Centre et du Nord, selon une étude du CNRS s'appuyant sur une série de données couvrant la période 1971-2000. En 2020, Météo-France publie une typologie des climats de la France métropolitaine dans laquelle la commune est exposée à un climat océanique et est dans la région climatique Normandie (Cotentin, Orne), caractérisée par une pluviométrie relativement élevée (850 mm/a) et un été frais (15,5 °C) et venté. Parallèlement le GIEC normand, un groupe régional d’experts sur le climat, différencie quant à lui, dans une étude de 2020, trois grands types de climats pour la région Normandie, nuancés à une échelle plus fine par les facteurs géographiques locaux. La commune est, selon ce zonage, exposée à un « climat contrasté des collines », correspondant au Bocage normand, bien arrosé, voire très arrosé sur les reliefs les plus exposés au flux d’ouest, et frais en raison de l’altitude.
Pour la période 1971-2000, la température annuelle moyenne est de 10,1 °C, avec une amplitude thermique annuelle de 13,8 °C. Le cumul annuel moyen de précipitations est de 852 mm, avec 12,8 jours de précipitations en janvier et 8 jours en juillet. Pour la période 1991-2020, la température moyenne annuelle observée sur la station météorologique la plus proche, située sur la commune de Briouze à 17 km à vol d'oiseau, est de 10,9 °C et le cumul annuel moyen de précipitations est de 920,5 mm,. Pour l'avenir, les paramètres climatiques de la commune estimés pour 2050 selon différents scénarios d’émission de gaz à effet de serre sont consultables sur un site dédié publié par Météo-France en novembre 2022.

## Urbanisme

### Typologie
Au 1er janvier 2024, Saint-Martin-l'Aiguillon est catégorisée commune rurale à habitat très dispersé, selon la nouvelle grille communale de densité à sept niveaux définie par l'Insee en 2022.
Elle est située hors unité urbaine et hors attraction des villes,.

### Occupation des sols
L'occupation des sols de la commune, telle qu'elle ressort de la base de données européenne d’occupation biophysique des sols Corine Land Cover (CLC), est marquée par l'importance des territoires agricoles (80,4 % en 2018), une proportion sensiblement équivalente à celle de 1990 (80,6 %). La répartition détaillée en 2018 est la suivante : 
prairies (50,2 %), terres arables (30 %), forêts (19,4 %), espaces verts artificialisés, non agricoles (0,2 %), zones agricoles hétérogènes (0,2 %). L'évolution de l’occupation des sols de la commune et de ses infrastructures peut être observée sur les différentes représentations cartographiques du territoire : la carte de Cassini (XVIIIe siècle), la carte d'état-major (1820-1866) et les cartes ou photos aériennes de l'IGN pour la période actuelle (1950 à aujourd'hui).

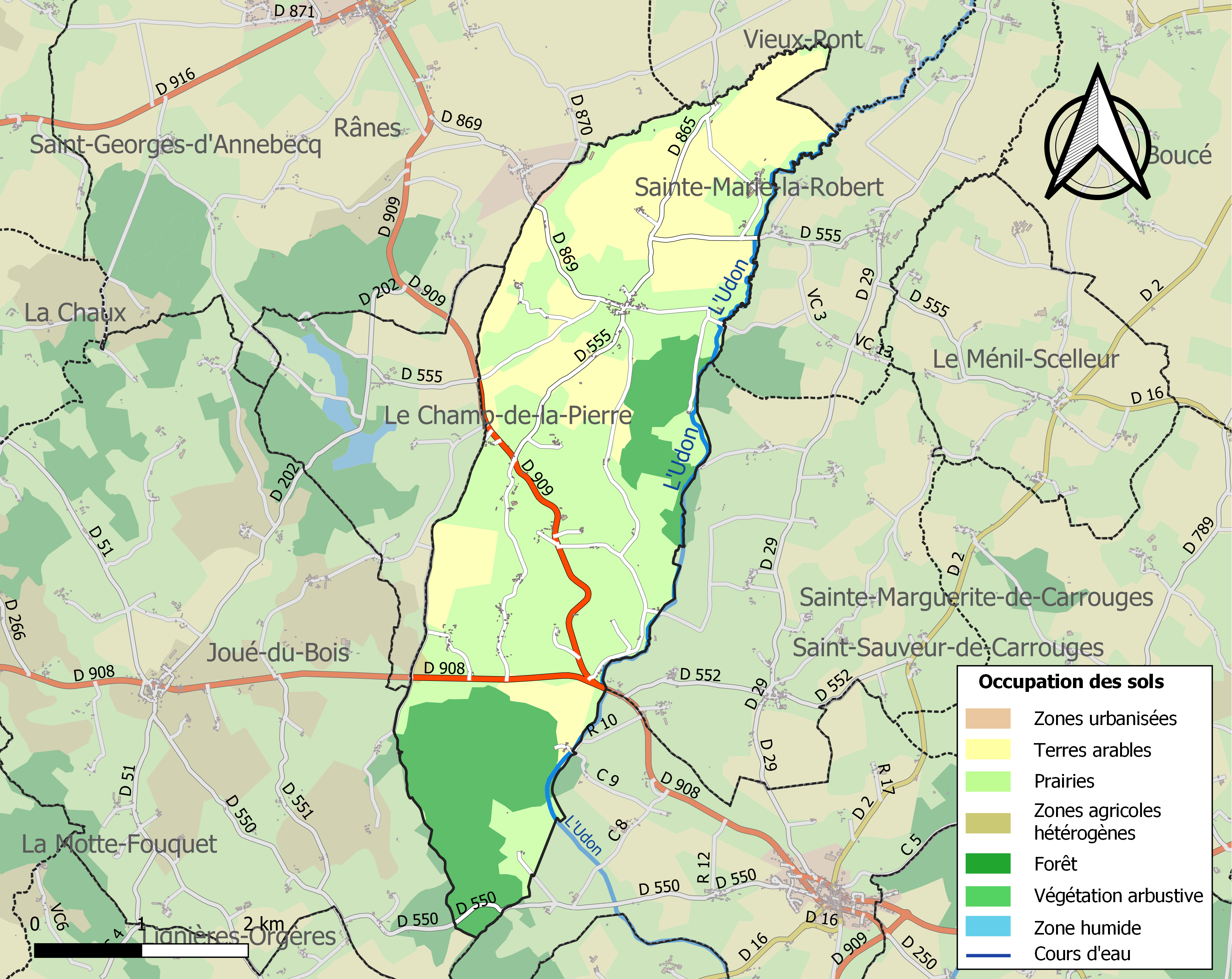
Carte des infrastructures et de l'occupation des sols de la commune en 2018 (CLC).

## Toponymie
Le nom de la localité est attesté sous la forme Sanctus Martinus de Aculio  en 1190.
La paroisse est dédiée à Martin de Tours, évêque du IVe siècle, un des saints les plus vénérés de la chrétienté.
 
L'Aiguillon, ce toponyme provient de l'agglutination du latin aculeus et du suffixe one qui signifie la « pointe ».
Sous la Révolution, lors de la déchristianisation en 1793, la commune porte le nom de L'Aiguillon ou L'Aiguillon-Républicain.

## Histoire
- 1233 : une charte du seigneur de Vieux-Pont atteste que le « patronage » (droit de présenter à l'évêque de Séez le nom d'un futur curé) de l'église de Saint-Martin-l'Aiguillon a été donné aux chanoines de Séez (chapitre cathédral) ; cela indique que l'essentiel de la dîme de la paroisse va à ce chapitre.
- 1465 : dans la recherche des vrais nobles qu'il fait à la demande de Louis XI — consécutivement à la période troublée de la guerre de Cent Ans — Montfaut reconnaît Jean Le Mocqueur de Saint-Martin-l'Aiguillon.
- 1540 : le comte Le Veneur, seigneur de Carrouges, fait construire un ensemble métallurgique : fourneau (sur la paroisse de Sainte-Marguerite) et forge sur la paroisse de Saint-Martin.
- Mars 1789 : Jacques Guillaume Poulain de Beauchêne (né en 1727, ancien lieutenant de la grande louveterie de France, propriétaire-cultivateur demeurant à Saint-Martin-l'Aiguillon) est élu député du bailliage de Caen aux États généraux de 1789, au titre du tiers état. Il est signataire du serment du Jeu de paume. Dans la discussion sur la suppression des droits féodaux, il demande également la suppression des pigeons, des lapins et des moines « parce que les uns mangent le blé en grains, les autres en herbe et les derniers en gerbes » (allusion probable à la dîme). Il est nommé président de la municipalité de Carrouges sous le Directoire (8 frimaire an VI soit novembre 1797).
- Au moment de la Révolution française (1789), la commune porte le nom de L'Aiguillon-Républicain, puis simplement L'Aiguillon (1793).
- À cette même époque, le citoyen Lorgueilleux, précédemment chapelain de la paroisse de Rasnes, est élu (à l'unanimité) curé de ce lieu.
- Août 1794 : Jacques Riblier, ancien vicaire de Saint-Martin-l'Aiguillon et réfractaire à la constitution civile du clergé, est condamné à mort par le tribunal révolutionnaire d'Alençon et exécuté (son curé : Charles Loret, réfractaire lui aussi, ne connut pas le même sort).
- 1836 : « La forge de Carrouges, sise à Saint-Martin-l'Aiguillon, produit — année courante — 250 à 300 mille kilogrammes de fer ployant pour la clouterie et la quincaillerie de Tinchebray » (selon l'Annuaire ci-dessous référencé).

## Politique et administration
| Période                                  | Période      | Identité         | Étiquette | Qualité                            |
| ---------------------------------------- | ------------ | ---------------- | --------- | ---------------------------------- |
| ?                                        | 2003         | Raymond Mellangé |           |                                    |
| 2003                                     | octobre 2011 | Maggy Mathieu    | SE        | Retraitée de l'Éducation nationale |
| novembre 2011                            | En cours     | Valérie Chesnel  | SE        | Cadre commercial                   |
| Les données manquantes sont à compléter. |              |                  |           |                                    |

Le conseil municipal est composé de onze membres dont le maire et trois adjoints.

## Démographie
L'évolution du nombre d'habitants est connue à travers les recensements de la population effectués dans la commune depuis 1793. Pour les communes de moins de 10 000 habitants, une enquête de recensement portant sur toute la population est réalisée tous les cinq ans, les populations de référence des années intermédiaires étant quant à elles estimées par interpolation ou extrapolation. Pour la commune, le premier recensement exhaustif entrant dans le cadre du nouveau dispositif a été réalisé en 2006.
En 2022, la commune comptait 186 habitants, en évolution de −4,12 % par rapport à 2016 (Orne : −3,21 %, France hors Mayotte : +2,11 %).
Saint-Martin-l'Aiguillon a compté jusqu'à 910 habitants en 1821. Elle comptait 737 habitants à la fin de la période d'activité de la forge (1865).
| 1793 | 1800 | 1806 | 1821 | 1836 | 1841 | 1846 | 1851 | 1856 |
| ---- | ---- | ---- | ---- | ---- | ---- | ---- | ---- | ---- |
| 710  | 892  | 850  | 910  | 878  | 802  | 820  | 738  | 803  |

| 1861 | 1866 | 1872 | 1876 | 1881 | 1886 | 1891 | 1896 | 1901 |
| ---- | ---- | ---- | ---- | ---- | ---- | ---- | ---- | ---- |
| 794  | 737  | 615  | 617  | 592  | 584  | 537  | 510  | 506  |

| 1906 | 1911 | 1921 | 1926 | 1931 | 1936 | 1946 | 1954 | 1962 |
| ---- | ---- | ---- | ---- | ---- | ---- | ---- | ---- | ---- |
| 461  | 430  | 392  | 385  | 375  | 378  | 313  | 318  | 327  |

| 1968 | 1975 | 1982 | 1990 | 1999 | 2006 | 2011 | 2016 | 2021 |
| ---- | ---- | ---- | ---- | ---- | ---- | ---- | ---- | ---- |
| 304  | 239  | 217  | 182  | 191  | 186  | 200  | 194  | 189  |

| 2022 | - | - | - | - | - | - | - | - |
| ---- | - | - | - | - | - | - | - | - |
| 186  | - | - | - | - | - | - | - | - |

## Lieux et monuments
- Église Saint-Martin, reconstruite aux XVIIe et XIXe siècles. Elle abrite un orgue de chœur, datant du XIXe siècle.
- Ancien « moulin de Crochet » (moulin à farine) attesté dès 1450 (Jean Bisson, écuyer, en est propriétaire) ; racheté par le vicomte Le Veneur (cf famille le Veneur de Tillières), seigneur de Carrouges, il est reconstruit au début du XIXe siècle et cesse ses activités à la fin du même siècle.
- Affinerie dite « forge de Carrouges » (lieu-dit la Forge) créée vers 1540 par Le Veneur (en complément du  fourneau situé sur la commune actuelle de Sainte-Marguerite-de-Carrouges qui produit la fonte au charbon de bois). Elle utilise — comme au Champ de la Pierre et à Rânes — la force hydraulique de cours d'eau barrés par des digues (retenues aujourd'hui appelées couramment « étangs »). L'activité cesse vers 1850, face à l'épuisement du minerai de fer de Rânes, au passage à la fonte au coke largement utilisée par les Anglais.

## Personnalités liées à la commune
L'écrivaine américaine, Grace Andreacchi (en) était résidente pendant les années 1992-1994.